# Reuville
Reuville – miejscowość i gmina we Francji, w regionie Normandia, w departamencie Sekwana Nadmorska.
Według danych na rok 1990 gminę zamieszkiwało 121 osób, a gęstość zaludnienia wynosiła 28 osób/km² (wśród 1421 gmin Górnej Normandii Reuville plasuje się na 777. miejscu pod względem liczby ludności, natomiast pod względem powierzchni na miejscu 742.).